# Monte xerófilo del Sahara oriental
El monte xerófilo del Sahara oriental es una ecorregión de la ecozona afrotropical, definida por WWF, que se extiende por los macizos montañosos del sahel en Chad y Sudán.

## Descripción
Es una ecorregión de desierto que ocupa 27.900 kilómetros cuadrados en los macizos del Ennedi y Kapka en Chad y los montes Marra en Sudán. Estos macizos montañosos se alzan sobre la sabana de acacias del Sahel.

## Fauna
La ecorregión alberga varias especies de antílopes, como el addax (Addax nasomaculatus), la gacela mohor (Gazella dama), la gacela dorcas (Gazella dorcas) y la gacela frentirroja (Gazella rufifrons).

## Estado de conservación
En peligro crítico.[cita requerida]